# آيت مراو (آيت واسيف)
آيت مراو هي إحدى مشيخات المملكة المغربية، تتبع جغرافيا لإقليم تنغير وإداريًا لآيت واسيف. يقدر عدد سكانها بـ 6685 نسمة حسب الإحصاء الرسمي للسكان والسكنى لسنة 2004.